# Кастальский источник
Каста́льский исто́чник, Каста́лия (др.-греч. Κασταλία) — источник на горе Парнас, у подножия скалы Гиампея, около Дельф, в Фокиде, в Средней Греции. Воды источника впадали в реку Плистос, протекающую по ущелью между Парнасом и горой Кирфис.
В Древней Греции Кастальский источник почитался как священный источник бога Аполлона и муз, дарующий вдохновение поэтам и музыкантам. По одной из версий название источника происходит от имени нимфы Касталии, дочери Ахелоя, которая, чтобы избежать преследования Аполлона, бросилась в этот источник. Со временем Кастальский источник стал считаться источником вдохновения. А способность давать пророческую силу ему начали приписывать позднее, когда в фольклоре появились мифы о музах. Водой Кастальского источника омывались паломники перед посещением Дельфийского храма, а также прорицательница Пифия перед началом своих прорицаний.
Способность давать пророческую силу Кастальскому источнику стали приписывать в позднее время; символом поэзии он начал считаться только с эллинистической эпохи.
Близ Кастальского источника находился храм героя Автоноя, который прославился как защитник Дельф во время греко-персидской войны в 480 году до н. э.
Кастальский источник, как источник вдохновения, упоминается в стихотворении «Три ключа» А. С. Пушкина, «Ответ» Д. В. Давыдова, а также в стихотворении «Последний поэт» из сборника «Сумерки» Е. А. Баратынского.
В честь нимфы Касталии назван астероид (646) Касталия, открытый в 1907 году.